# Filippo Luzi
Filippo Luzi, o Luti, Luzzi (Monte Compatri, 5 luglio 1665 – Monte Compatri, 23 luglio 1722), è stato un pittore italiano.

## Biografia
Nato nel 1665 a Monte Compatri, nei pressi di Roma, da Carlo Luzi e Maria Giulia Leonori, fu battezzato nella chiesa principale del paese con il nome, come risulta nel registro dei battesimi, di Petrus Paulus Philippus Lutij .
Trasferito a Roma dove prese i voti, entrò come allievo nella bottega del pistoiese Lazzaro Baldi, attivo in quegli anni a Roma, di cui divenne intimo amico e scolaro prediletto.
Nel 1695, su proposta del pittore di origine ticinese Carlo Fontana, entrò nell'Accademia di San Luca, alla quale donò un dipinto, i Santi Luca e Paolo, conservato ancora oggi nella galleria dell'accademia.
A Roma, il Luzi lavorò principalmente per i Pallavicini-Rospigliosi e i Borghese.